# Dmitrij av Uglich
Dmitrij av Uglich, född 1582, död 1591, var en rysk prins. Han var yngste son till tsar Ivan den förskräcklige och tronarvinge till sin halvbror Fjodor I av Ryssland från 1584 fram till att han blev mördad år 1591. Minst fem personer uppgav sig senare vara han.